# Paestum Vallis
La Paestum Vallis è una struttura geologica della superficie di Mercurio.